# 飯田道子
飯田 道子（いいだ みちこ、1960年 - ）は、日本のドイツ語学者。

## 来歴
大阪府生まれ。1983年立教大学文学部ドイツ文学科卒業。1992年立教大学大学院文学研究科ドイツ文学専攻博士課程単位取得退学。

## 著書
- 『映画の中のベルリン、ウィーン』三修社 2003
- 『ナチスと映画 ヒトラーとナチスはどう描かれてきたか』中公新書 2008

### 共著
- 『なんとかしようドイツ語』矢羽々崇, Kirsten Beisswenger共著 郁文堂 2000
- 『リカのベルリンレポート』Rita Briel 共著 三修社 2006
- 『アプファールト スキットで学ぶドイツ語』江口直光共著 三修社 2007
- 『ドイツ語できちんと書いてみる 中級ドイツ語文法と作文』高田博行,平井敏雄共著 三修社 2011
- 『リカと旅するドイツ』Rita Briel共著 三修社 2011

### 翻訳
- クラウス・クライマイアー『ウーファ物語 ある映画コンツェルンの歴史』平田達治,宮本春美, 山本佳樹,原克,須藤直子,中川慎二共訳 鳥影社・ロゴス企画部 2005

## 参考
- [ISBN　978-4-12-101975-2]